# Звездчатка Мартьянова
Звездчатка Мартьянова, или Мезостема Мартьянова(лат. Stellaria martjanovii)  — вид рода Звездчатка (Stellaria) семейства Гвоздичные (Caryophyllaceae).
Вид назван в честь русского ботаника Николая Михайловича Мартьянова.

## Описание
Реликт. Многолетнее травянистое растение высотой 3-6 см. Корневище толстое, разветвленное. Стебли, отходят от подземных столонов длиной 5-12 см, густо облиственные, железисто-облиственные. Листья 5-7 мм длиной и 1,5-2 мм шириной, сидячие, продолговато-яйцевидной формы. Цветоножки, густо опушенные, железистые, по длине равны листьям. Чашелистики количеством в 4, заостренные, яйцевидной формы. Цветки одиночные, белого цвета, верхушечные либо пазушные. Лепестки количеством 4, в полтора-два раза больше чашечки. Период цветения  —июнь — июль.
Описан с реки Тёте (приток Чуи).
Мезофит, петрофит. Обитает на каменистых склонах, галечниках и осыпях. Встречается на высотах от 2200—2300 до 2900 м над уровнем моря.

## Ареал
Эндемик Алтая. Известно всего лишь около 10 местонахождений, находящихся в различных частях Республики Алтай.

## Охранный статус
Редкий вид. Занесена в Красные книги России и Республики Алтай.
Лимитирующим фактором является малочисленность популяций.